# Chmeľovec
Chmeľovec este o comună slovacă, aflată în districtul Prešov din regiunea Prešov. Localitatea se află la altitudinea de 368 m deasupra n.m., se întinde pe o suprafață de 7,28 km2 și în 2017 număra 443 de locuitori.

## Istoric
Localitatea Chmeľovec este atestată documentar din 1251.

## Demografie
| An:                | 1994 | 2004   | 2014   | 2024   |
| ------------------ | ---- | ------ | ------ | ------ |
| Număr de persoane: | 402  | 436    | 442    | 466    |
| Diferență:         |      | +8,45% | +1,37% | +5,42% |

| An:                | 2023 | 2024   |
| ------------------ | ---- | ------ |
| Număr de persoane: | 451  | 466    |
| Diferență:         |      | +3,32% |